# پائولینا (لوئیزیانا)
پائولینا (به انگلیسی: Paulina) شهری در ایالت لوئیزیانا کشور ایالات متحده آمریکا است که جمعیت آن در سرشماری سال ۲۰۱۰ میلادی، ۱٬۱۷۸ نفر بوده‌است.